# شعب الجلة (الحيمة الخارجية)

تعديل مصدري - تعديل

شعب الجلة هي إحدى قرى عزلة الحطب بمديرية الحيمة الخارجية التابعة لمحافظة صنعاء، بلغ تعداد سكانها 146 نسمة حسب تعداد اليمن لعام 2004.